# Филипповский сельсовет (Курская область)
Фили́пповский сельсовет — муниципальное образование со статусом сельского поселения в Октябрьском районе Курской области Российской Федерации.
Административный центр — деревня Алябьева.

## История
В 1992 году была упразднена располагавшаяся на территории сельсовета деревня Пенькова.
Статус и границы сельсовета установлены Законом Курской области от 21 октября 2004 года № 48-ЗКО «О муниципальных образованиях Курской области».

## Население
| 2002 | 2010 | 2012 | 2013 | 2014 | 2015 | 2016 |
| ---- | ---- | ---- | ---- | ---- | ---- | ---- |
| 298  | ↘225 | ↘218 | ↗248 | ↘241 | ↘237 | ↘235 |
| 2017 | 2018 | 2019 | 2020 | 2021 |      |      |
| ↘232 | →232 | ↘222 | ↗226 | ↘172 |      |      |

## Состав сельского поселения
| № | Населённый пункт | Тип населённого пункта          | Население |
| - | ---------------- | ------------------------------- | --------- |
| 1 | Алябьева         | деревня, административный центр | ↘126      |
| 2 | Андриановка      | деревня                         | ↘16       |
| 3 | Ильича           | хутор                           | ↘12       |
| 4 | Соколовка        | деревня                         | ↘33       |
| 5 | Филиппова        | деревня                         | ↘38       |